# Цифрове зображення
Цифрове зображення - масив даних, отриманий шляхом дискретизації (аналого-цифрового перетворення) оригіналу. Після кодування за допомогою певного алгоритму і запису на носій, цей масив даних стає файлом.
У сучасному процесі поліграфічного виробництва всі ілюстрації й елементи оформлення представлені цифровими зображеннями різних типів. Цифрові зображення за способом дискретизації оригіналу поділяються на растрові, векторні та змішаного типу.

## Растровий тип
До растрових зображень відносять двовимірні масиви даних (матриці пікселів), кожен елемент яких представляє ділянку оригіналу з усередненим колірним показником.
Растрові зображення отримують двома способами. Перший - сканування оригіналу - проводиться за допомогою особливого пристрою - сканера - в якому кожен оптичний елемент ПЗЗ-лінійки (або ПЗЗ-матриці) зчитує яскравості і колірні характеристики оригіналу. Ці характеристики перетворюються на двійковий код кольору і надсилаються в комірки двомірного масиву даних (матриці пікселів). Другий спосіб отримання растрового зображення - проектування оригіналу на ПЗЗ-матрицю через систему лінз (об'єктив). Цей спосіб растрового аналого-цифрового перетворення характерний для цифрових фотоапаратів і відеокамер.
Основні характеристики растрового зображення - розмір та глибина кольору.
Розмір зображення в пікселях - це кількість рядків і стовпців матриці, що використовуються для зберігання зображення.
Розмір цифрового зображення можна довільно змінювати, змінюючи фізичний розмір картинки при друку, при цьому розмір матриці пікселів буде залишатися незмінним.
Глибина кольору - це характеристика, яка визначає якість відтворення кольору, кількість відтінків, які можуть відображати елементи матриці пікселів.
Кожен елемент масиву даних (матриці) являє собою число в двійковій системі числення. Його розмірність визначається в бітах. Глибина кольору - це кількість біт на піксель зображення. Зображення з глибиною кольору 16 біт/піксель може відтворювати 65536 кольорів, а 24 біт/піксель дозволяють отримати вже 16777216 відтінків, що цілком достатньо для поліграфічного виробництва.
За допомогою одного байта (8 біт) можна закодувати 256 кольорів (наприклад, відтінків сірого). При цьому 0 кодує абсолютно чорний колір, а 255 - абсолютно білий.
| 000 | 008 | 016 | 024 | 032 | 040 | 048 | 056 | 064 | 072 | 080 | 088 | 096 | 104 | 112 | 120 | 128 | 136 | 144 | 152 | 160 | 168 | 176 | 184 | 192 | 200 | 208 | 216 | 224 | 232 | 240 | 248 | 255 |
| 000 | 008 | 016 | 024 | 032 | 040 | 048 | 056 | 064 | 072 | 080 | 088 | 096 | 104 | 112 | 120 | 128 | 136 | 144 | 152 | 160 | 168 | 176 | 184 | 192 | 200 | 208 | 216 | 224 | 232 | 240 | 248 | 255 |

Колір пікселя задається як поєднання трьох кольорів (червоного - R, зеленого - G, синього - B) у різних співвідношеннях. Наприклад:
| R   | G   | B   | Couleur      |
| --- | --- | --- | ------------ |
| 0   | 0   | 0   | чорний       |
| 0   | 0   | 1   | майже чорний |
| 255 | 0   | 0   | червоний     |
| 0   | 255 | 0   | зелений      |
| 0   | 0   | 255 | синій        |
| 128 | 128 | 128 | сірий        |
| 255 | 255 | 255 | білий        |

В інтернет-виданнях для оформлення сайтів можуть використовуватися зображення, глибина кольору яких становить 4, 2, навіть 1 біт, і цього буває достатньо для відтворення технічної графіки (чорно-білих схем, діаграм тощо).
При аналого-цифровому перетворенні завжди відбувається втрата деякої кількості інформації, оскільки дискретизація завжди проводиться шляхом усереднення та узагальнення потоку вхідної аналогової інформації.
Звідси - основний недолік растрових цифрових зображень - неможливість їх масштабування без втрати якості.
У друкованих ЗМІ растрові зображення використовуються повсюдно для вирішення багатьох оформлювальних задач. Але основна сфера їх застосування - це фотографічні ілюстрації.
У ЗМІ растрові зображення отримують за допомогою сканерів і цифрових фотоапаратів.
Растрові зображення використовуються у всіх випадках, коли необхідно відтворити аналоговий оригінал: фотографію, малюнок чи складний елемент оформлення, який нераціонально переводити в векторну форму.
Ще ширше розповсюджені растрові зображення в електронних ЗМІ.
На телебаченні вони використовуються для оформлення ефіру, створення заставок і титрів. Ефірний відеопотік також складається з послідовності кадрів, кожен з яких сам по собі є матрицею пікселів.
У сфері Інтернет-ЗМІ растрове зображення в 90% випадків є єдино можливим з технічної точки зору способом відтворення оригіналу.
Якість сканованого зображення залежить від роздільної здатності, з якою виконувалось сканування. На малюнку наведено фрагменти цифрового зображення, отримані з поступовим зменшенням роздільності:

## Векторний тип

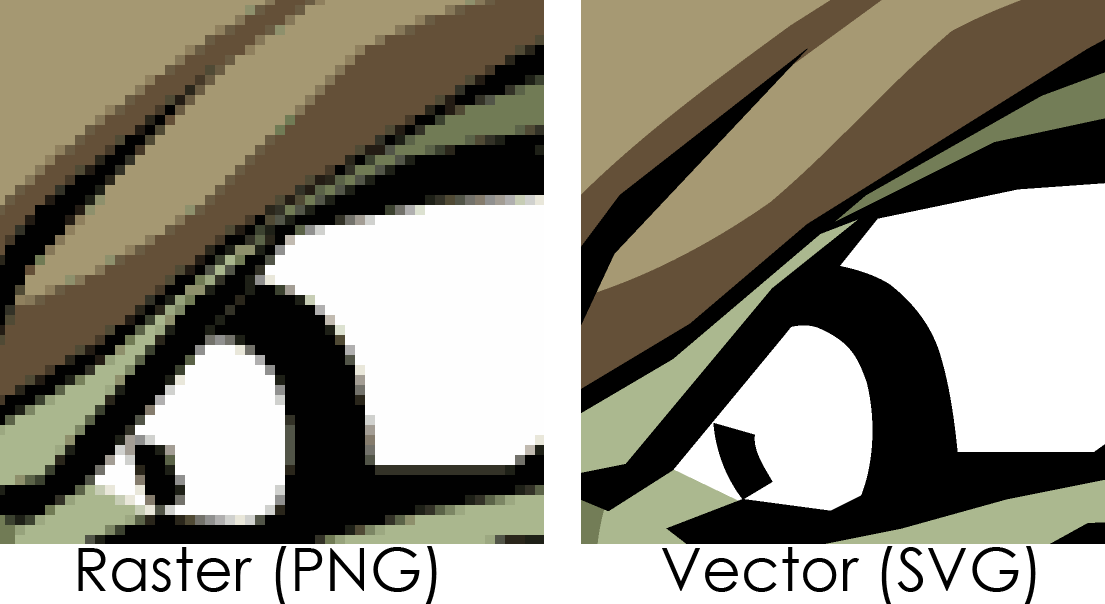
Різниця між растровим та векторним зображенням

Іншим видом цифрових зображень є векторні зображення. Найменшими елементами векторного зображення є вектор і крива Безьє. Вектор в комп'ютерній графіці — це відрізок, що з'єднує дві точки з заданими координатами. Основним керувальним елементом кривої Безьє є вузол (node), також так звана контрольна точка (CP, control point) або контрольна вершина (CV, control vertex). Ступінь кривини лінії визначається координатами вузла і двох керувальних точок.
Контур елемента векторного зображення в цифровому вигляді являє собою масив даних, що містить координати контрольних та керувальних точок, а також характеристики кривої в цілому — її товщину, колір, напрямок, а якщо крива замкнута — то й колір і тип заливки.
Примітиви являють собою прості геометричні форми, які в масиві даних кодуються цілком, без поділу на криві Безьє і вектори, умовним кодом тієї чи іншої геометричної фігури, а також кодами розміру фігури, її координатами, кодами типу і кольору заливки фігури, товщини і кольору контуру та інших характеристик.
Інформація про текст, що становить частину зображення, як правило, буває представлена у вигляді кодів символів, що супроводжуються цифровою інформацією про візуальні характеристики текстового блоку — гарнітуру шрифту, накреслення, кольори контуру і заливки, способи заливки, методи вирівнювання тексту в блоці тощо.
Векторні зображення отримують двома способами — шляхом ручного трасування оригіналу і шляхом автоматичного трасування.
При ручному трасуванні художник або дизайнер фактично сам створює зображення, ніби обводячи уявні контури, за допомогою графічного редактора створюючи вектори, криві Безьє і графічні примітиви.
Автоматичне трасування оригіналу проводиться за допомогою програмного забезпечення, яке за допомогою інтелектуальних алгоритмів розпізнає контури оригіналу, поданого растровим зображенням, і на основі отриманої інформації створює лінії, заливки тощо таким чином, щоб з них склалося векторне зображення, максимально близьке до оригіналу.
Основна перевага векторного зображення — це можливість масштабування без втрати якості.
Ще одним плюсом векторних зображень є порівняно невеликий розмір файлів, що їх містять. Це робить зручною передачу векторних зображень через електронні канали зв'язку. 
Головний недолік векторних зображень — це те, що вони майже завжди відтворюють оригінал у спрощеному вигляді. Деякі деталі оригіналу буває неможливо відтворити у векторному зображенні.
У друкованих ЗМІ векторні зображення, як правило, застосовуються для створення елементів оформлення. Рідше векторні зображення є повноцінними ілюстраціями. В електронних ЗМІ векторні зображення застосовуються рідко.
Особливого поширення векторні зображення отримали в рекламній продукції завдяки можливості якісного поліграфічного відтворення чітких ліній, яскравих кольорів, рівних заливок і геометрично правильних контурів.

## Змішаний тип
Цифрові зображення змішаного типу являють собою масиви даних, що містять інформацію як у вигляді матриці пікселів, так і у вигляді опису векторів, кривих Безьє, примітивів і текстових блоків.
В основі вертикальної структури векторно-растрових зображень лежить поняття шару (layer). Шар - це область даних, що містить інформацію про окремий елемент вертикальної структури зображення.
Векторно-растрові зображення отримують з вихідних векторних і растрових елементів шляхом зведення за допомогою графічних редакторів. Також умовно до зображень змішаного типу слід віднести результати роботи програм комп'ютерної верстки, в яких основними векторними елементами виступають текстові блоки.
Зображення змішаного типу поєднують в собі переваги й недоліки тих типів зображень, які присутні в них у вигляді елементів (шарів).
Також слід зазначити, що сучасні графічні редактори дозволяють створювати багатосторінкові зображення.
Основною перевагою зображень змішаного типу є можливість вільного редагування кожного шару окремо, а основним недоліком - великий обсяг масиву даних і, відповідно, кінцевого файлу.
Під час підготовки макетів векторні шари використовують для тексту і графічних символів (логотипів, товарних знаків, лого-груп, лінійок тощо), а растрові шари - для підкладок і фотозображень.